# ASG Vorwärts Meiningen
ASG Vorwärts Meiningen was een Duitse legervoetbalclub uit Meiningen, Thüringen, die bestond van 1962 tot 1974.

## Geschiedenis
De club werd in 1962 opgericht als opvolger van SG Dynamo Meiningen. In 1965 promoveerde de club naar de DDR-Liga. De club eindigde drie keer op de tweede plaats. In 1974 werd de club verhuisd naar Plauen en werd zo ASG Vorwärts Plauen. Deze club was bij het publiek niet geliefd in tegenstelling tot in Meiningen en speelde nog enkele jaren in de DDR-Liga.